# Cyperus beyrichii
Cyperus beyrichii är en halvgräsart som först beskrevs av Heinrich Adolph Schrader och Christian Gottfried Daniel Nees von Esenbeck, och fick sitt nu gällande namn av Ernst Gottlieb von Steudel. Cyperus beyrichii ingår i släktet papyrusar, och familjen halvgräs. Inga underarter finns listade i Catalogue of Life.